# Complejo Regional Sur Tehuacán
El Complejo Regional Sur (BUAP-CRS) es una institución de educación superior mexicana que es uno de los 16 complejos regionales de la Benemérita Universidad Autónoma de Puebla. Está ubicado en la ciudad de Tehuacán, un municipio en el sureste del estado de Puebla.

## Historia
La BUAP ha inaugurado desde 1990 diversos campus (conocidos como Complejos Regionales), en donde se ofrecen "carreras básicas". La BUAP-CRS inició en el año solo con la carrera de medicina en la Plaza Tehuacán. En 2000, se agregaron otras carreras y la escuela se mudó a su ubicación actual al sur de la ciudad. 
En septiembre de 2019, el colegio inauguró una cancha techada de usos múltiples.
El 27 de febrero de 2020, los estudiantes declararon un paro de actividades en solidaridad con los universitarios de Puebla capital, quien había lanzado una serie de manifestaciones tras el asesinato de dos universitarios y conductor de UBER. También, exigieron a los autoridades municipales abordar la inseguridad en Tehuacán, especialmente a lo largo del corredor universitario.
El noviembre de 2020, abrió el Multiaulas 8, un edificio de aulas para servir 700 estudiantes adicionales.

## Oferta educativa
La BUAP-CRS ofrece una variedad de carreras a nivel licenciatura y un profesional asociado.
- Derecho
- Administración de Empresas
- Arquitectura
- Ciencias Políticas
- Medicina
- Contaduría Pública
- Comunicación
- Fisioterapia